# La presa di Roma
La presa di Roma – niemy film historyczny z 1905 roku w reżyserii Filoteo Alberiniego, pierwszy włoski film krótkometrażowy wyświetlany dla szerszej publiczności.
Obraz przedstawia wydarzenia związane z ofensywą włoską w Państwie Kościelnym we wrześniu 1870 roku. Reżyser Filoteo Alberini przedstawił historię w siedmiu niemych obrazach:
- Generał Orlando Carchidio wysłany na pertraktacje przy Moście Mulwijskim.
- Generałowie Carchidio i Kanzler w ministerstwie sił zbrojnych.
- Świt 20 września w obozie bersalierów.
- Ostatnia kanonada.
- Atak na wyłom przy Porta Pia.
- Biała flaga.
- Apoteoza.

Film znany był też w Królestwie Włoch pod tytułami Bandiera bianca oraz La breccia di Porta Pia. Wyprodukowano go w przedsiębiorstwie filmowym należącym do reżysera Alberini e Santoni, mającego swoją siedzibę w Rzymie. W filmie wystąpili: Carlo Rosaspina oraz Ubaldo Maria Del Colle. Premiera miała miejsce 16 września 1905 roku i  był to pierwszy włoski film fabularny wyświetlony dla szerszej publiczności.